# 1419
1419 је била проста година.

## Догађаји
- Други скадарски рат (1419—1424) је вођен око Скадра и градова у Зетском приморју, прво између Балше III Балшића (1403—1421) и Млетачке републике, а после његове смрти 18.04.1421. године, рат је наставио његов ујак и наследник Стефан Лазаревић (кнез 1389—1402, деспот 1402—1427).
- За архиепископа пећког и патријарха српског изабран је патријар Никон.

### Јул
- 30. јул — Хусити су упали у градску већницу у Прагу и кроз прозор избацили католичке већнике, чиме су отпочели Хуситски ратови.